# Santo Antônio da Platina
Santo Antônio da Platina est une municipalité brésilienne située dans l'État du Paraná.